# Skadeprincipen
Skadeprincipen formulerades av den liberale filosofen John Stuart Mill i sin bok Om friheten 1859. Enkelt uttryckt går principen ut på att man bör få göra vad man vill så länge man inte skadar andra direkt och i första hand. 
"Det enda verksamhetsområde där man är ansvarig inför samhället, är det som berör andra människor, medan man inom det som bara berör en själv bör ha rätt till oinskränkt frihet. Över sig själv, över sin egen kropp och själ är individen suverän" 